# Junonia tereoides
Junonia tereoides är en fjärilsart som beskrevs av Butler 1901. Junonia tereoides ingår i släktet Junonia och familjen praktfjärilar. Inga underarter finns listade i Catalogue of Life.